# 24 cm K (E) Theodor Bruno
Il 24 cm Kanone (Eisenbahnlafette) "Theodor Bruno" , abbreviato in 24 cm K (E) ThBr, era un cannone ferroviario tedesco impiegato durante la seconda guerra mondiale. Questi pezzi furono schierati nella campagna di Francia prima e per la difesa costiera dopo l'occupazione per il resto del conflitto. Furono costruiti sei esemplari negli anni trenta usando cannoni navali vecchi di 15 anni.

## Storia
Nel primo dopoguerra, l'Oberkommando des Heeres (OKH) ordinò alla Krupp, nell'ambito del programma di riarmo lanciato nel 1933 dal Partito nazista, di iniziare la progettazione di artiglierie ferroviarie completamente nuove. Tuttavia ciò necessitava di lunghi tempi di sviluppo e la Krupp fece presente che poteva invece consegnare rapidamente un numero significativo di pezzi usando le bocche da fuoco navali obsolete, già disponibili perché dismesse dalla marina, e modernizzando i progetti risalenti agli affusti ferroviari della prima guerra mondiale. L'OKH accettò ed nel 1936 autorizzò Krupp ad iniziare lo sviluppo di una serie di cannoni di calibro compreso tra 150 e 280 mm, da consegnare entro il 1939 nell'ambito del programma di emergenza Sofort-Programe.
Sei vecchi 24 cm K L/35 C/88 navali, sbarcati dalle corazzate costiere classe Odin poste in disarmo nel 1916, equipaggiarono le batterie costiere "Bremen" a Norderney e la "Batterie S1" a Sylt. Nel 1937 furono rimossi dagli impianti costieri ed trasformati in cannoni ferroviari. I cannoni furono consegnati allo Heer entro il 1939.
Durante la campagna di Francia i Theodor Bruno equipaggiarono la Eisenbahn-Artillerie-Batterie 664 (2 cannoni), la 721 (1 cannone) e la 722 (2 cannoni). L'unica attività operativa conosciuta riguarda il bombardamento di casematte francesi sui Vosgi da parte della Batterie 721 in giugno, a supporto della 7. Armee. Da luglio 1941 la Batterie 664, con i suoi 2 cannoni, fu inviata, per la difesa costiera, tra Hendaye e Saint-Jean-de-Luz, vicino alla frontiera spagnola. Dopo lo sbarco in Normandia entrambe le batterie riuscirono a ritirarsi in Germania a partire dal 1º settembre 1944, dopo il quale non si hanno notizie di eventuali operazioni.

## Tecnica
La culla con la canna era incavalcata su un affusto a trave, poggiante su due carrelli ferroviari a 4 assi. Il brandeggio della culla sull'affusto era limitato a 20', sufficienti per il puntamento di precisione. Per quello grossolano il Theodor Bruno poteva spostarsi su un tratto curvo di binario, oppure poteva essere caricato su una piattaforma girevole Vögele (Vögele-Drehscheibe). La piattaforma girevole Vögele era costituita da una guida circolare intorno ad un perno rotante, che sostenevano una piattaforma girevole sulla quale l'affusto ferroviario veniva caricato grazie ad una rampa; la piattaforma era dotata alle estremità di rulli che poggiavano sulla guida esterna. La piattaforma aveva una portata di 300 tonnellate, abbastanza per poter sostenere la maggior parte dei cannoni ferroviari tedeschi. Per il caricamento il cannone doveva essere portato ad alzo 0° dopo ogni colpo.
Le munizioni venivano portate alla culatta usando un carrello a quattro ruote, che veniva sollevato da terra o dal carro munizioni da una gru nella parte posteriore dell'affusto. Il cannone utilizzava il sistema standard sui grossi calibri navali tedeschi, basato su una carica di lancio principale in bossolo di ottone, che garantiva la tenuta dei gas di sparo, e su una carica aggiuntiva in sacco di seta. Erano disponibili quattro tipi di granata, inclusa la Siegfried-Granate, una munizione speciale a lunga gittata sviluppata dall'esercito.
| Nome                                   | Tipo                                                                     | Peso     | Carica         | Velocità alla volata | Gittata  |
| -------------------------------------- | ------------------------------------------------------------------------ | -------- | -------------- | -------------------- | -------- |
| Sprenggranate L/4.2 m Bdz u. Kz. m. Hb | granata HE, con spoletta anteriore e posteriore, con cappuccio balistico | 148,5 kg | 16,4 kg di TNT | 675 m/s              | 20.200 m |
| Panzer-Sprenggranate L/4.5 m Bdz. m Hb | granata AP, con spoletta posteriore, con cappuccio balistico             | 150,5 kg | 8,18 kg di TNT | ?                    | ?        |